# Stephen Coonts
Stephen Coonts (19 juli 1946) is een Amerikaans auteur. Hij woont in Las Vegas met vrouw en zoon.
Hij groeide op in Buckhannon, West Virginia, een klein steenkolenmijnstadje en behaalde een Bachelor of Arts in de Politicologie aan de Universiteit van West Virginia in 1968.
Hij publiceerde enkele korte verhalen voordat hij in 1986 zijn eerste volledige roman Flight of the Intruder schreef. Dat boek, dat deels gebaseerd is op zijn ervaringen als vlieger van een Grumman A-6 tijdens de Vietnamoorlog, stond 28 weken in de The New York Times bestsellerlijst en werd in 1991 verfilmd.